# Tropico 4
Tropico 4 è un videogioco gestionale, sviluppato da Haemimont Games e pubblicato da Kalypso Media.

## Trama
Si tratta di una simulazione di costruzione e gestione di una repubblica fantoccio al tempo della Guerra Fredda. Come nelle passate edizioni del gioco il tutto è incentrato sul personaggio principale personalizzabile con il titolo di "El Presidente", che gestisce la repubblica (in realtà una dittatura) della piccola isola. È necessario quindi coordinarsi tra economia, società e diplomazia, schierandosi con una delle due superpotenze o cercando di restare neutrale, stando attenti ad espandere l'isola in modo vantaggioso e a trattare in modo equo la popolazione per evitare che si crei il malcontento.

## Modalità di gioco
Nei panni di El Presidente, il giocatore dovrà soddisfare bisogni, felicità e ideologie dei cittadini. Le richieste dei tropici includono cibo, salute, tempo libero e fede. Questi vengono soddisfatti erigendo edifici specifici, ad esempio: se i cittadini richiedono tempo libero, il giocatore deve provare a costruire un pub, un ristorante, un cinema o qualche altra forma di intrattenimento. Ogni singolo cittadino ha un insieme unico di caratteristiche che ne influenzano la motivazione, le priorità e le azioni.
Un cittadino incapace di soddisfare i propri bisogni diventerà infelice e potrebbe protestare pacificamente, diventare un criminale o unirsi ai ribelli. I singoli manifestanti influenzano negativamente il rispetto dei cittadini vicini per El Presidente, influenzando potenzialmente le prossime elezioni, sebbene El Presidente possa calmare personalmente il manifestante. Il giocatore perde la partita se El Presidente perde un'elezione. Come gruppo, i ribelli attaccheranno periodicamente e tenteranno di distruggere gli edifici. Se distruggono il palazzo, la partita è persa. Sono necessarie guardie e un esercito per difendersi dagli attacchi dei ribelli.
Ci sono una varietà di fazioni in Tropico, ognuna delle quali influenza la strategia del giocatore. I tropici si uniscono alle fazioni in modi diversi: alcuni sosterranno fanaticamente una fazione, altri sono meno fanatici rimanendo leali, alcuni cambiano schieramento in base alla situazione e alcuni preferiscono non unirsi a determinate fazioni o a nessuna. Fare appello alle esigenze delle fazioni è fondamentale per tenere sotto controllo la popolazione ed evitare di essere rovesciati, sia da un colpo di stato o perdendo una delle elezioni che si tengono occasionalmente. Tuttavia, le politiche e le richieste di alcune fazioni sono in conflitto con quelle di altre.

### Campagna
La campagna di Tropico 4 consiste in 20 missioni ambientate su 10 diverse mappe, ognuna con le proprie caratteristiche e obiettivi, in cui si dovrà realizzare il sogno di El Presidente (il protagonista nonché giocatore), il sogno di trasformare la nazione di Tropico da piccolo Stato caraibico ad una grande potenza. Le importazioni possono essere monitorate così come le esportazioni (mentre i giochi precedenti della serie consentivano solo la copertura sulle esportazioni). Esiste un consiglio dei ministri con il quale il giocatore può consultarsi su una serie di questioni diverse. Giocando bisognerà affrontare i disastri naturali e le richieste di diverse fazioni politiche, ciascuna con la propria visione ideologica. Il gioco ha una varietà di elementi umoristici, tra cui il commento satirico della stazione radio immaginaria Tropico News Today e sottili frecciatine come le relazioni tra preti e ragazze del cabaret.
Le schermate di "caricamento" e "salvataggio" contengono citazioni di vari leader, politici e rivoluzionari come Che Guevara, Fidel Castro, Vladimir Lenin, Karl Marx, John F. Kennedy, Dwight D. Eisenhower, Augusto Pinochet, Nikita Khrushchev, Leon Trotsky, Mobutu Sese Seko, Todor Zhivkov, Vladimir Putin, Josip Broz Tito, Muammar Gheddafi, Ferdinand Marcos, Imelda Marcos e Mahmoud Ahmadinejad. Come i suoi predecessori, presenta una colonna sonora latina tratta principalmente dagli album Elementos e Oñejo di Alex Torres e His Orchestra.

## Sviluppo

### Innovazioni
Rispetto al gioco precedente, Tropico 4 ha una grafica e un'interfaccia migliorate; in politica estera sono state introdotte le relazioni con l'Europa, la Cina e gli Stati del Medio Oriente. Essere loro amici porterà cospicui benefici, ma inimicarsele significherebbe un embargo commerciale (l'invasione militare è un'esclusiva minaccia di Stati Uniti d'America e U.R.S.S.) Inoltre, grazie all'opzione "costruzione rapida", sarà possibile terminare all'istante la costruzione di ogni edificio, pagando nuovamente il costo di costruzione. Sarà possibile costruire centri commerciali, musei, navi di lusso e un mausoleo dedicato allo stesso Presidente.

## Altri media

### Modern Times
Nel marzo 2012 è stata pubblicata un'espansione del titolo, chiamata Tropico 4 - Modern Times, che introduce una nuova campagna a giocatore singolo e diversi nuovi edifici ed editti. Vi sono nuovi editti come la riforma sanitaria, gli aiuti esteri per lo sviluppo, lo stato di polizia e vari altri. Vi sono nuovi edifici come il teatro, la sede della squadra SWAT e vari altri ancora.

### Contenuti scaricabili
- Giunta: introduce il bunker, varie decorazioni (come il deposito di munizioni mimetizzato e l'APC), il carattere "veterano", il vestito uniforme per gli avatar femminili e la missione "La Nuova Sparta".
- Plantador: introduce la piantagione, varie decorazioni (come la torre dell'acqua), il carattere "piantatore", il sombrero per l'avatar e la missione "Piantatore".
- Cemento a presa rapida: terzo DLC, aggiunge il cementificio, varie decorazioni (come il pennone con la bandiera tropicana), il carattere "costruttore", l'elmetto da ingegnere per l'avatar, e la missione "Dei dell'economia".
- Paradiso pirata: quarto DLC, aggiunge il centro di contrabbando, il carattere "marinaio", il cappello da pirata e il vestito da regina dei pirati per gli avatar femminili, e la missione "Paradiso pirata".
- Megalopoli: quinto DLC, introduce il conventillo, il carattere "burocrate", la tenuta da sindaco, il cappello da Lincoln, il monocolo e la pipa per gli avatar maschili, e la missione "Megalopolis".
- Vigilante: sesto DLC, introduce il campo di lavoro, il carattere "alter ego", la tenuta da Zorro per gli avatar maschili, e la missione "Il vendicatore mascherato".
- Vudù: settimo DLC, introduce il maniero vudu, varie decorazioni, il carattere "stregone", il vestito da stregone per l'avatar, e la missione "La grande mischia vudù".
- Propaganda: ottavo DLC, introduce la torre di propaganda, il vestito da dirigente di partito per l'avatar, il carattere "specialista in PR", e la missione "Concorso di propaganda comunista".
- L'Accademia: nono DLC, introduce l'accademia di East Point, il carattere "laureato ad East Point", l'abito da cadetto di East Point per l'avatar, e la missione "Pace, amore e comprensione".
- Apocalisse: decimo ed ultimo DLC, introduce il rifugio nucleare, il carattere "Sopravvissuto", la tuta per materiali radioattivi per l'avatar, e la missione "Come ho imparato ad amare la bomba".